# Dragoș Vodă, Călărași
Dragoș Vodă là một xã thuộc hạt Călărași, România. Dân số thời điểm năm 2002 là 3038 người.